# Lavinium

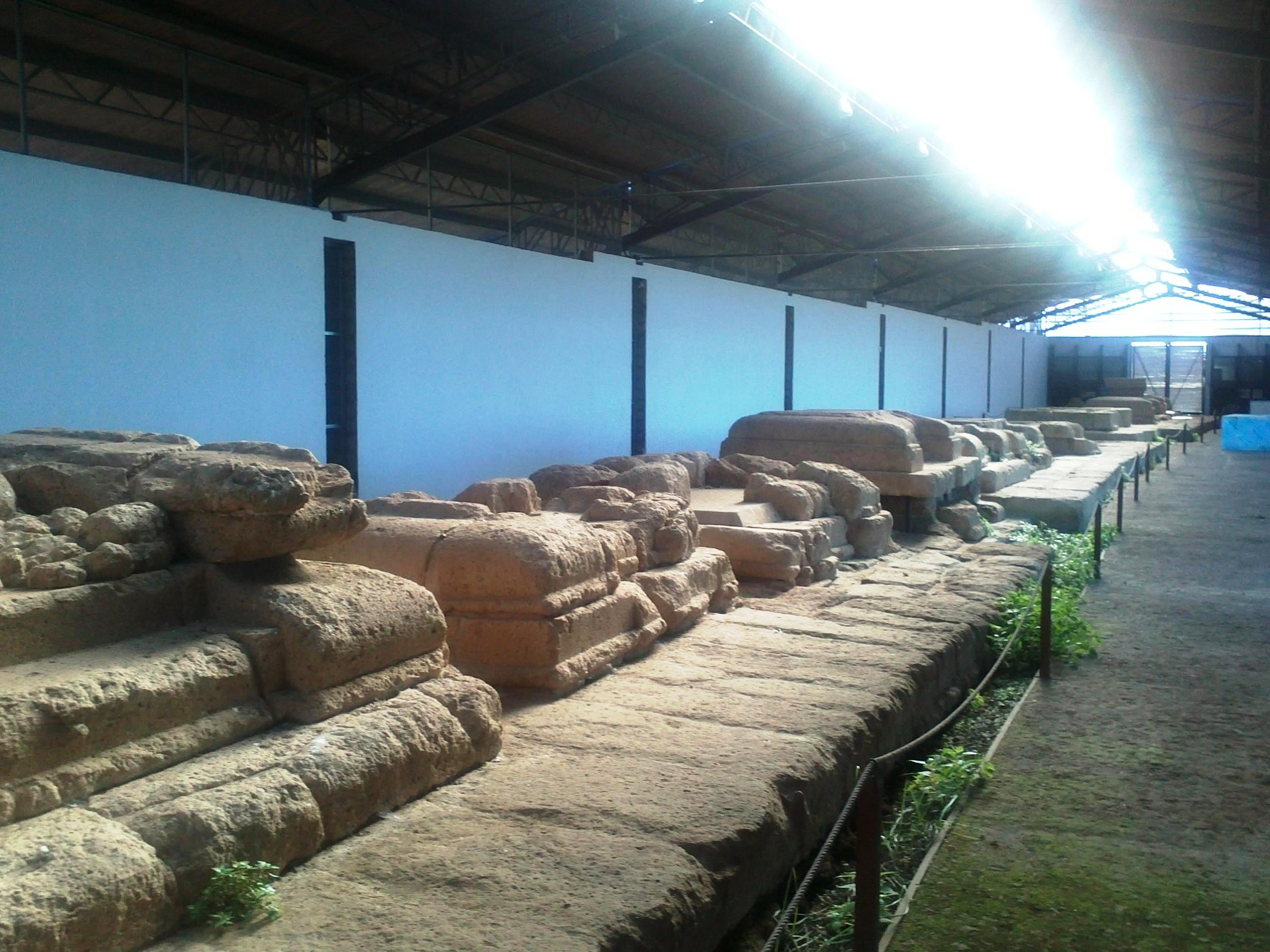
„Heiligtum der dreizehn Altäre“ südlich von Lavinium

Lavinium war eine antike Stadt in der italienischen Region Latium, die der Legende nach von Aeneas, dem mythischen Stammvater der Römer, gegründet wurde. In der Gründungsphase Roms war Lavinium eine bedeutende Stadt und religiöses Zentrum des latinischen Städtebundes. Die Siedlung befindet sich vier Kilometer von der Küste entfernt. Reste des antiken Lavinium finden sich beim heutigen Dorf Pratica di Mare, einem Stadtteil von Pomezia, 23 km südlich von Rom im Übergangsbereich zwischen der Küstenebene und dem landeinwärts gelegenen Hügelland.

## Mythos

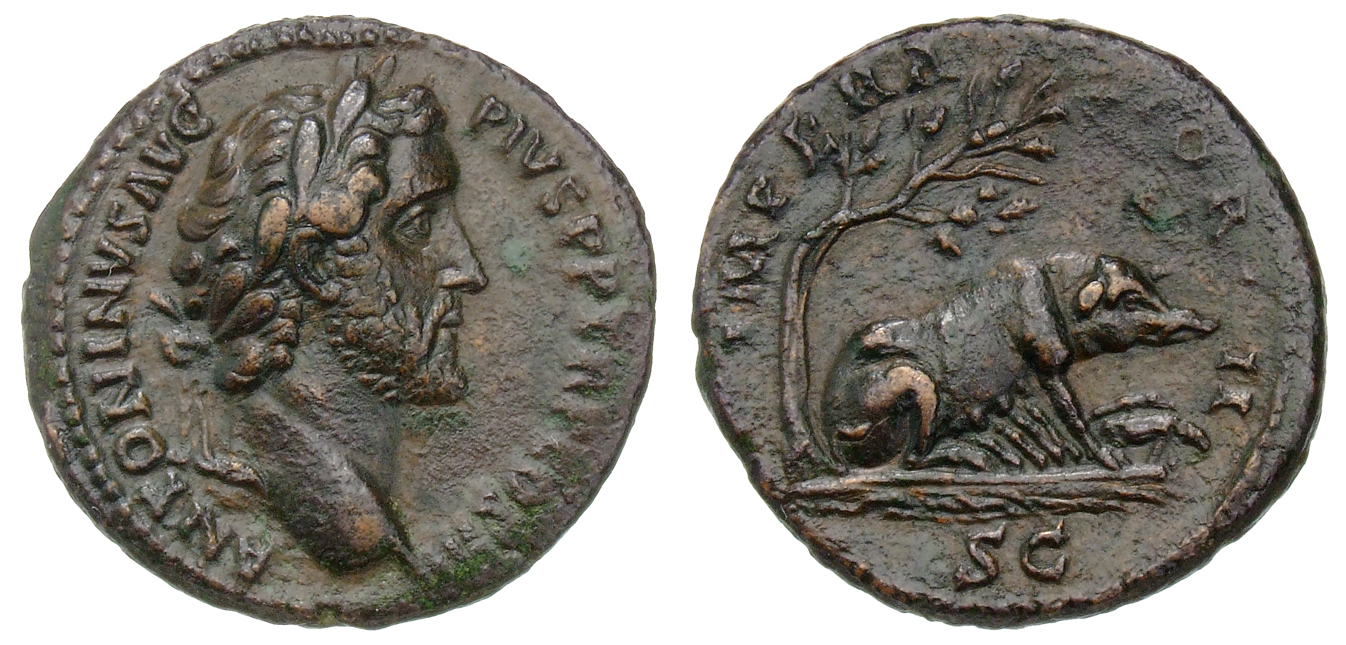
Bronzemünze (As) des römischen Kaisers Antoninus Pius, die auf der Rückseite eine säugende Sau zeigt und damit – möglicherweise vor dem Hintergrund des anstehenden 900-jährigen Jubiläums der Stadt Rom unter Antoninus – auf die mythische Gründung Laviniums verweist

Lavinium spielt eine wichtige Rolle in der heute bekanntesten Version des römischen Gründungsmythos, der im 1. Jahrhundert v. Chr. seine mehr oder minder kanonische Form erhielt. Demzufolge sei Aeneas aus seiner Heimatstadt Troja geflohen, nachdem sie im Trojanischen Krieg von den Griechen zerstört worden war. Mit seinem Vater, seinem Sohn und einigen Gefährten sei er schließlich in der Landschaft Latium an Land gegangen, wo er die Tochter des dortigen Königs Latinus namens Lavinia geheiratet habe. Daraufhin habe er eine Stadt gegründet, um den Penaten, den von ihm aus Troja mitgenommenen Schutzgöttern, eine neue Heimat zu bieten. Diese Stadt sei nach seiner Frau Lavinia Lavinium genannt worden; der Ort sei durch ein Götterzeichen festgelegt worden, indem eine Sau 30 Ferkel geworfen habe. Sein Sohn Ascanius habe dann später die Stadt Alba Longa gegründet, aus der einige Generationen danach schließlich Romulus und Remus, die Gründer Roms, stammten.
Auch in der weiteren mythischen Frühgeschichte Roms spielt Lavinium eine Rolle. So soll dort der sabinische König Titus Tatius ermordet worden sein. Der erste Konsul der römischen Republik, Lucius Tarquinius Collatinus, soll sich nach seiner Verbannung aus Rom dorthin zurückgezogen haben.

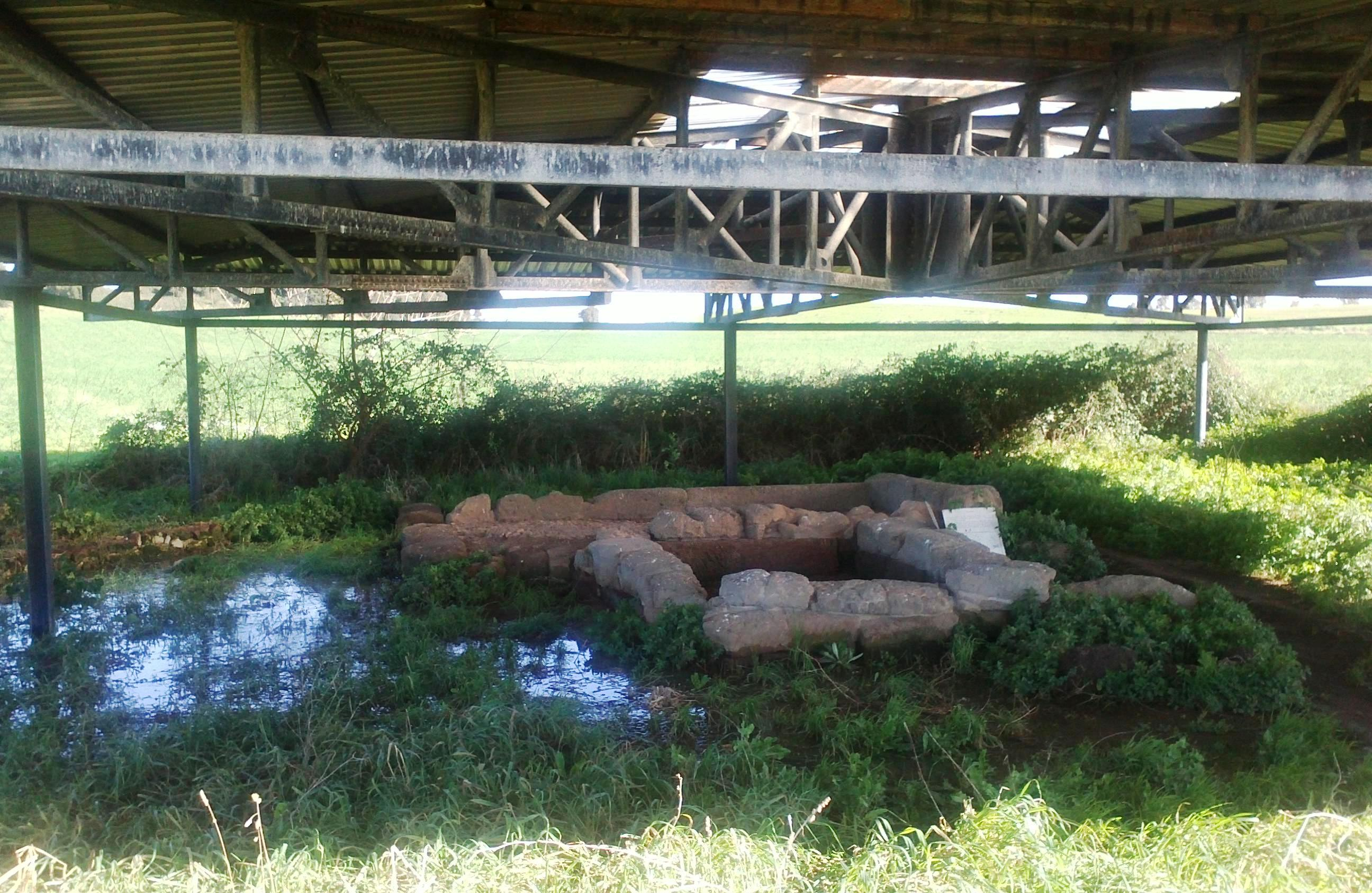
Heroon nahe Lavinium, das als Grab des Aeneas gedeutet wurde

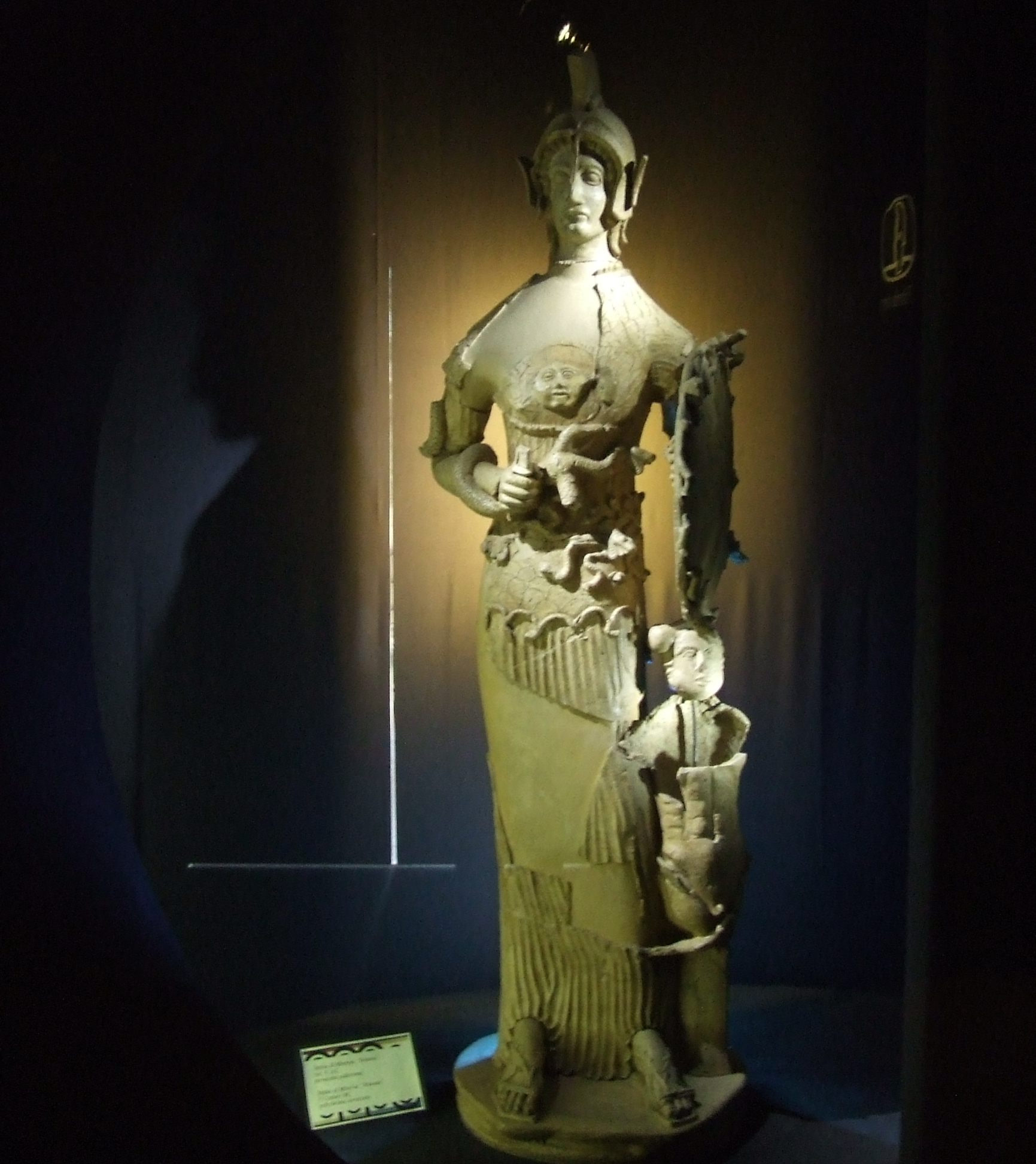
Minerva-Statue aus dem Heiligtum bei Lavinium

## Historischer und archäologischer Befund
Archäologisch ist in Lavinium eine Siedlung der Eisenzeit nachgewiesen. Sie wurde im 6. Jahrhundert v. Chr. ausgebaut. Die Stadt stieg in dieser Zeit zum Bundesheiligtum des latinischen Städtebundes auf. Neben den Penaten wurden dort auch diverse andere Gottheiten verehrt. Das zentrale Heiligtum befand sich südlich des eigentlichen Siedlungsgebietes, wo sich in situ aus diesem und den folgenden Jahrhunderten insgesamt 13 große Altäre erhalten haben. Weiter östlich befindet sich ein Hügelgrab aus dem 7. Jahrhundert v. Chr., über dem im 4. Jahrhundert v. Chr. ein Heroon errichtet wurde; dort vermutete man zu dieser Zeit wohl das Grab des Aeneas. Die archäologischen Funde dieser frühen Phase zeigen einen starken Einfluss der zeitgenössischen griechischen Kultur, sodass Lavinium möglicherweise auch auf die zunehmende griechische Prägung des aufstrebenden römischen Staates einen Einfluss hatte. Östlich von Lavinium befand sich ein Tempel der Minerva, in dem eine 2 Meter hohe Statue der Göttin sowie weitere kleine Figuren in Terrakottatechnik gefunden wurden.
Erwähnung findet Lavinium im ersten karthagisch-römischen Vertrag, der bei Polybios überliefert ist und in das späte 6. Jahrhundert v. Chr. datiert wird. Nach dem 3. Jahrhundert v. Chr. verlor die Stadt jedoch ihre politische Bedeutung; ihre symbolische Bedeutung nahm wegen ihrer Rolle in der Gründungsgeschichte Roms und ihrer traditionellen Funktion als kultischer Zentralort allerdings zu. Da Lavinium aufgrund seiner mythischen Gründungsgeschichte für die „neue“ Heimat der Penaten gehalten wurde, begaben sich in späterer Zeit alle hohen römischen Beamten (Konsuln, Praetoren, Diktatoren) zu Beginn ihrer Amtszeit nach Lavinium, um diesen Schutzgöttern dort ein Opfer darzubringen. Ob diese Feierlichkeiten gleichzeitig der regelmäßigen Erinnerung an ein Bündnis zwischen Lavinium und Rom dienten, das dem Geschichtsschreiber Titus Livius zufolge seit dem Ende des zweiten Latinerkriegs jährlich bekräftigt wurde, ist in der Forschung umstritten.
Politisch hatte Lavinium den Rang eines Municipiums. Im eigentlichen Stadtgebiet wurden ein Forum mit einem Tempel im Westen und ein Augustus-Heiligtum im Süden archäologisch nachgewiesen. Im 2. Jahrhundert n. Chr. scheint es wieder zu einem gewissen Aufstieg der Stadt gekommen zu sein. Im 4. Jahrhundert n. Chr. endet die Besiedelung allerdings völlig. In frühchristlicher Zeit wurde nahe dem archaischen Heiligtum die Kirche Santa Maria delle Vigne errichtet.